# Xénoracisme
Le xénoracisme est une forme de préjugé associé au racisme mais qui est manifesté par les membres d'un groupe racial à l'égard d'autres membres de ce groupe, ou à l'égard des membres d'un groupe racial qui peut ne présenter aucune différence phénotypique mais est perçu comme étranger et culturellement inférieur,,.

## Origine et évolution
Le terme a été inventé par Ambalavaner Sivanandan, spécialiste de la race et du racisme, et développé par d'autres chercheurs comme Liz Fekete,. Sivanandan l'a défini dans son article de 2001, Poverty is a New Black, comme « une xénophobie qui porte toutes les marques du vieux racisme, sauf qu'elle n'a pas de code de couleur. C'est du racisme dans le fond, bien que du xéno dans la forme »,,. Fekete élargi le terme pour décrire l'islamophobie en Europe, suggérant que le même phénomène affecte des communautés installées en Europe depuis des décennies et auparavant plus intégrées, mais dont les membres sont désormais considérés comme des étrangers, bien que les chercheurs se demandent encore si cela le terme devrait en effet s’appliquer à un contexte plus large,.

## Usage
Le terme xénoracisme est utilisé pour décrire le racisme vécu par les migrants économiques blancs d'Europe de l'Est en Europe occidentale au tournant du XXIe siècle, après la chute du communisme et l'élargissement de l'UE,,,. Entre autres, ce terme a été utilisé pour décrire le traitement discriminatoire des Polonais au Royaume-Uni, ainsi que des Roms au Royaume-Uni ou des Africains de l'Ouest en Italie. Le terme a également été utilisé pour décrire des phénomènes plus anciens, tels que la discrimination contre les Irlandais au Royaume-Uni. De plus, il a été suggéré que ce terme est similaire et chevauche l'antisémitisme et l'islamophobie historiques et modernes,.
D'autres groupes couramment touchés, outre les immigrants, sont les réfugiés, les demandeurs d'asile et autres personnes déplacées,, bien que certains chercheurs pensent que le racisme contre ces groupes peut mériter un terme différent.
Le concept a également été utilisé dans l'analyse du racisme aux États-Unis.